# Rhipidia degradans
Rhipidia degradans är en tvåvingeart som beskrevs av Evgenyi Nikolayevich Savchenko 1983. Rhipidia degradans ingår i släktet Rhipidia och familjen småharkrankar. Inga underarter finns listade i Catalogue of Life.